# Steps Ahead
Gli Steps Ahead (originariamente noti con il nome Steps) sono un gruppo musicale statunitense jazz fusion fondato nel 1979 dal vibrafonista Mike Mainieri.

## Formazione

### Ultima
- Mike Stern - chitarra (1999-presente)
- Mike Mainieri - vibrafono (1979-presente)
- Eliane Elias - tastiera (1983-1985;1992-presente)
- Eddie Gomez - basso (1979-2002;2016-presente)
- Steve Smith - batteria (1996-presente)

### Membri precedenti
- Peter Erskine - batteria (1979-1982)
- Bob Berg - sassofono (1979-1986)
- Don Grolnick - tastiera (1980-1982;1986-1992)
- Victor Bailey - basso (2002-2016)
- Steve Gadd - batteria (1982-1996)
- Michael Brecker - sassofono (1979-2007)
- Bendik Hofseth - sassofono (2007-2013)
- Chuck Loeb - chitarra (1987-1999)

## Discografia

### Album in studio
- 1980 – Step by Step
- 1983 – Steps Ahead
- 1984 – Modern Times
- 1986 – Magnetic
- 1989 – N.Y.C.
- 1992 – Yin-Yang
- 1994 – Vibe
- 2016 - Steppin' Out

### Album dal vivo
- 1980 – Smokin' in the Pit
- 1982 – Paradox
- 1986 – Live in Tokyo 1986
- 2005 – Holding Together